# XXVI Congresso del Partito Comunista dell'Unione Sovietica
Il XXVI Congresso del Partito Comunista dell'Unione Sovietica (PCUS) si svolse dal 23 febbraio al 3 marzo 1981 a Mosca.

## Lavori
Al Congresso presero parte 5 002 delegati, che elessero nel Comitato centrale 319 membri effettivi e 151 candidati.